# Gal Costa
Pour les articles homonymes, voir Costa.
Gal Costa (en portugais : /ɡaw ˈkɔs ta/), nom de scène de Maria das Graças Costa Penna Burgos, est une chanteuse et guitariste brésilienne née le 26 septembre 1945 à Salvador de Bahia et morte le 9 novembre 2022 à São Paulo.
Elle est considérée comme une figure emblématique de la musique populaire brésilienne.
Comme il est dit dans l'introduction de l'émission-hommage de France Culture La Série musicale du 13 novembre 2022, Gal Costa « est la première née du "gang des doux barbares", ce surnom donné au groupe de musiciens brésiliens inventeurs du tropicalisme, ce mouvement musical qui entendait révolutionner le Brésil par la douceur, l'intelligence et l'audace ».  

## Biographie

### Carrière

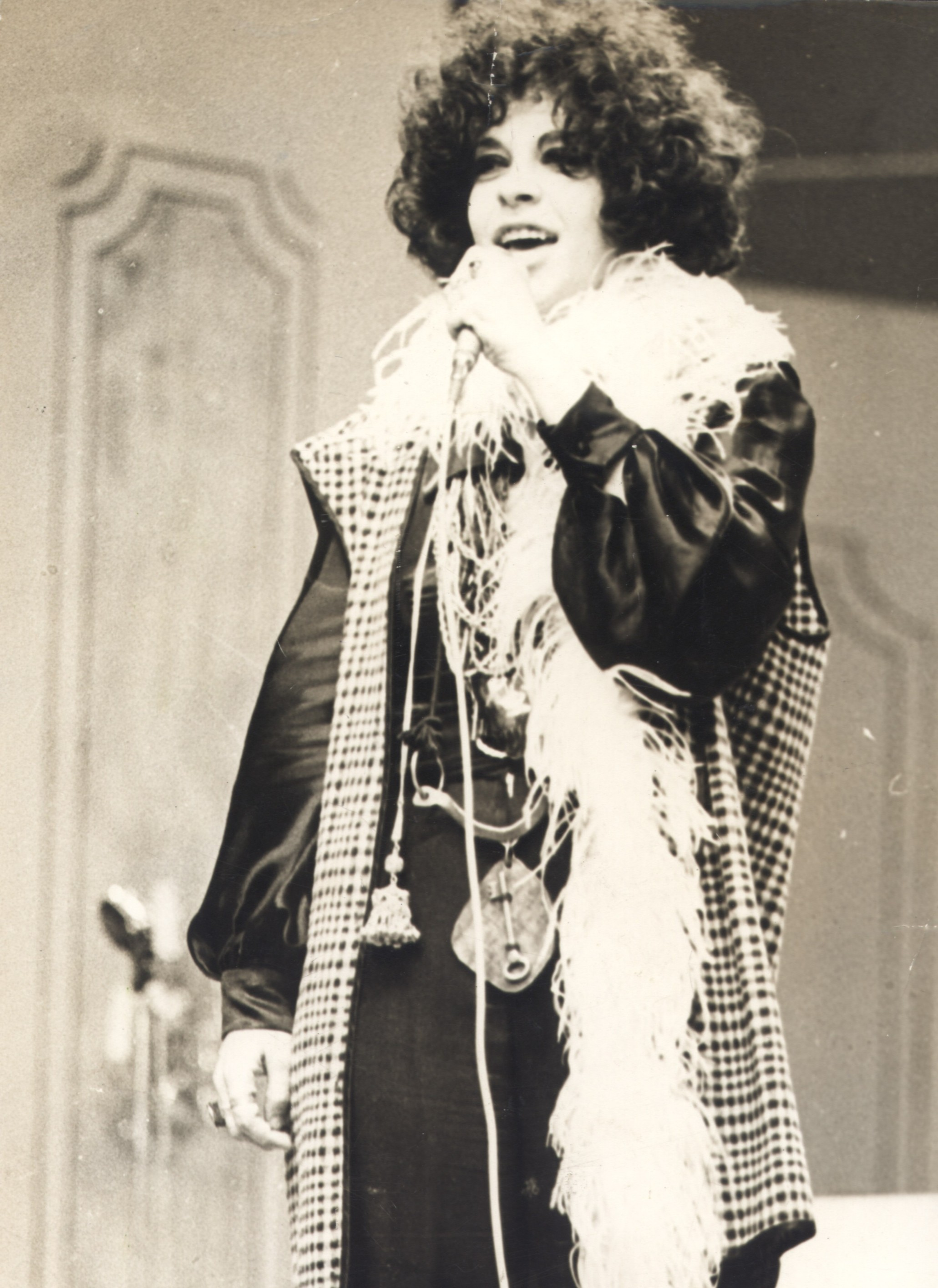
Gal Costa en 1969.

Gal Costa quitte Salvador en 1964 pour vivre chez sa cousine Nívea, à Rio de Janeiro. Ensuite, elle habite un appartement à Sá Ferreira, avant de se réunir avec les amis au Solar da Fossa, où habitaient aussi Caetano Veloso et Paulinho da Viola.
Un an après, avec Maria Bethânia, elle effectue son premier enregistrement sur disque : le duo Sol negro, suivi de son premier compact avec Eu vim da Bahia (« Je suis venu de la Bahia ») de Gilberto Gil et Sim, foi você « (Oui, c'était toi ») de Caetano Veloso.
Elle fait la connaissance de João Gilberto en 1965.
Elle participe en 1966 au Ier Festival Internacional da Canção, interprétant Minha senhora, de Gilberto Gil et Torquato Neto.
Elle chante en 1973 Trem das Onze d'Adoniran Barbosa.

### Vie privée et mort
Discrète quant à sa vie privée, Gal Costa avait publié en 2021 une photo de son fils Gabriel, pour les 16 ans de ce dernier. Dans l'incapacité d'être enceinte, elle l'avait adopté en 2007, à plus de 60 ans.
Elle meurt le 9 novembre 2022 à São Paulo à l'âge de 77 ans, quelques jours après avoir annulé un concert à São Paulo.

## Œuvre musicale
Pendant plus de trente ans de carrière, ce furent des dizaines d'œuvres en plus de beaucoup de participations aux disques d'autres artistes. Du samba au baião, sa voix aux multiples accents possède une justesse de tons unique.
Pour l'année du Brésil en France, elle participe, à Paris, le 14 juillet 2005 au soir, à un concert gratuit donné en plein air sur la place de la Bastille rendue piétonne, en présence du président Lula da Silva, de son ministre de la culture Gilberto Gil. Elle anime la soirée et enflamme le public par ses chansons et sa présence entraînantes aux côtés d'autres artistes brésiliens aussi variés que Gilberto Gil lui-même, Seu Jorge, Daniela Mercury, mais aussi de personnalités françaises de la politique ou de la culture comme Jack Lang, venu en voisin, public qui comprend beaucoup de spectateurs brésiliens.

## Discographie

### Albums studio
- 1967 : Domingo (avec Caetano Veloso)
- 1969 : Gal Costa
- 1969 : Gal
- 1970 : Legal
- 1973 : Índia
- 1974 : Cantar
- 1976 : Gal Canta Caymmi
- 1977 : Caras e Bocas
- 1978 : Água Viva
- 1979 : Gal Tropical
- 1980 : Aquarela do Brasil
- 1981 : Fantasia
- 1982 : Minha Voz
- 1983 : Baby Gal
- 1984 : Profana
- 1985 : Bem Bom
- 1987 : Lua de Mel Como o Diabo Gosta
- 1990 : Plural
- 1992 : Gal
- 1993 : O Soriso do Gato de Alice
- 1995 : Mina d'Água do Meu Canto
- 1998 : Aquele Frevo Axé
- 2001 : Gal de Tantos Amores
- 2002 : Bossa Tropical
- 2003 : Todas as Coisas e Eu
- 2005 : Hoje
- 2011 : Recanto
- 2015 : Estratosferica
- 2018 : A Pele do Futuro
- 2021 : Nenhuma Dor

### Albums en public
- 1971 : Fa-Tal / Gal a Todo Vapor
- 1976 : Doces Bábaros (avec  Caetano Veloso, Gilberto Gil et Maria Bethânia)
- 1986 : Jazzvisions: Rio Revisited (avec Antônio Carlos Jobim)
- 1997 : Acústico MTV
- 1999 : Gal Costa Canta Tom Jobim Ao Vivo
- 2006 : Gal Costa Live at The Blue Note
- 2006 : Gal Costa Ao Vivo
- 2013 : Recanto Ao Vivo